# Assemblea legislativa di Victoria
L’Assemblea legislativa di Victoria è la camera bassa del Parlamento di Victoria. Essa si riunisce, insieme al Consiglio legislativo, nel Palazzo del Parlamento a Melbourne.
Essa è composta da 88 membri ed è rinnovata ogni quattro anni.

## Storia
L'attuale Assemblea legislativa è stata creata, aggiungendosi al Consiglio legislativo creato quattro anni prima, dalla Costituzione di Victoria, al tempo una colonia autonoma dell’Impero britannico, nel 1856, trasformandosi in legislatura statale con l’avvento della Federazione nel 1901.

## Competenze
L’Assemblea ha il potere di eleggere e censurare il Premier, approvare la legge di bilancio e legiferare su tutte le materie non attribuite alla Federazione, essendo questa, a differenza dei Territori, legittimata da un potere sovrano statale preesistente e riconosciuto dalla Costituzione nazionale, non delegato dal Governo federale.  